# Les Rues-des-Vignes
Les Rues-des-Vignes és un municipi francès, situat a la regió dels Alts de França, al departament del Nord. L'any 2006 tenia 671 habitants.

## Demografia
| 1962                                       | 1968 | 1975 | 1982 | 1990 | 1999 | 2006 |
| ------------------------------------------ | ---- | ---- | ---- | ---- | ---- | ---- |
| 631                                        | 635  | 706  | 713  | 720  | 661  | 671  |
| Des de 1962: població sense dobles comptes |      |      |      |      |      |      |

## Administració
| Període | Identitat       | Partit |
| ------- | --------------- | ------ |
| 1989-   | Marcel Duchemin |        |